# Granting
Granting is een bestuurslaag in het regentschap Klaten van de provincie Midden-Java, Indonesië. Granting telt 2181 inwoners (volkstelling 2010).